# Foron

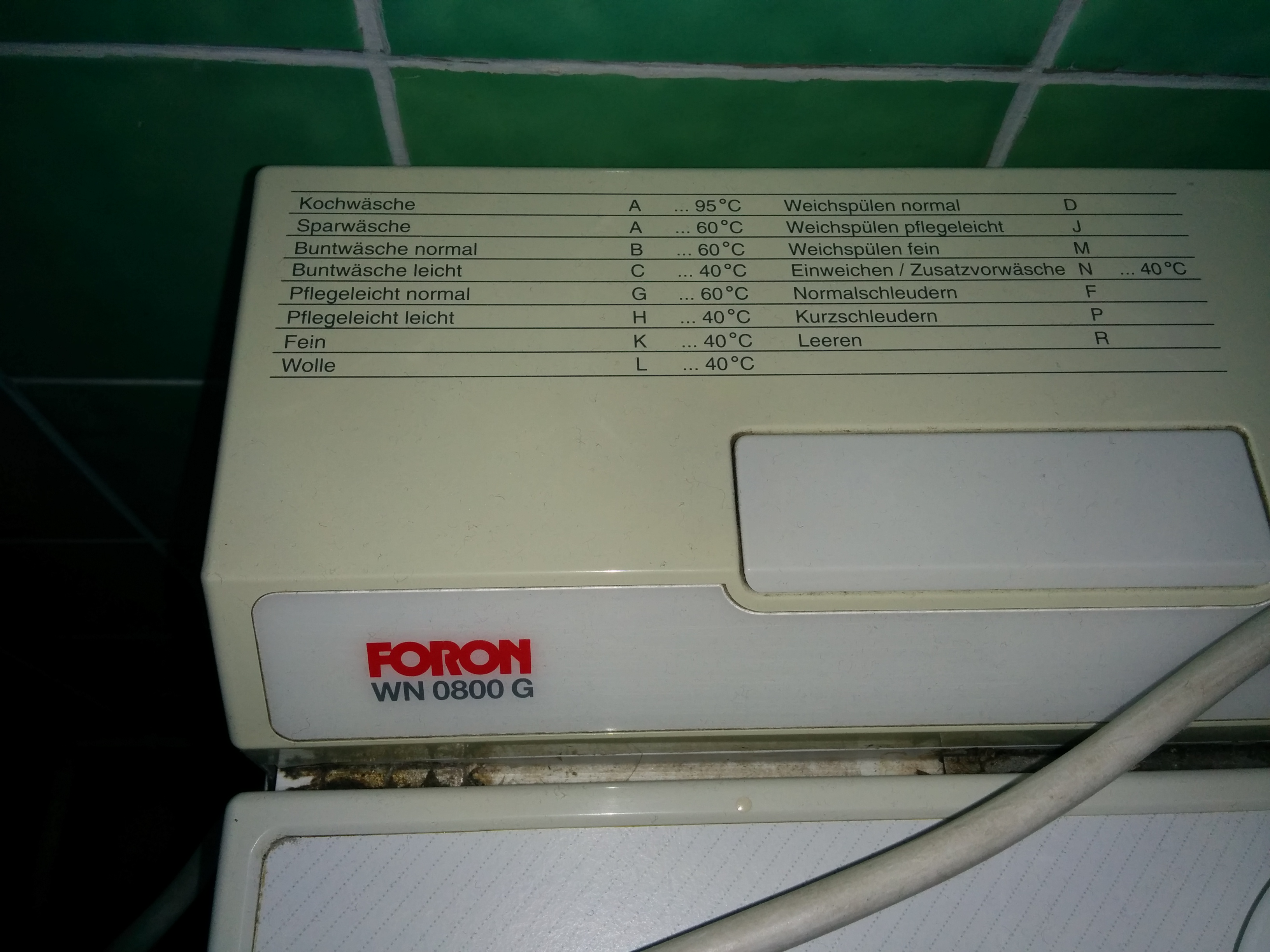
Typenschild und Bedienpanel einer Foron-Waschmaschine

Werbung für Kühlschränke in Eisenbahnen der DDR

Foron war der Markenname für vom Kombinat Haushaltgeräte Karl-Marx-Stadt in der DDR für den Haushalt hergestellte „Weiße-Ware-Erzeugnisse“. Die Marke wurde insbesondere mit den vom zum Kombinat gehörenden Werk VEB ddk in Scharfenstein hergestellten Kühlschränken bekannt. Das Werk ddk Scharfenstein überstand zunächst die Wirren bei der deutschen Wiedervereinigung, weil es am Ersatz der bisher verwendeten Kältemittel 
FCKW und FKW durch ein nicht umweltschädliches arbeitete.
1993 brachte es den weltweit ersten FCKW- und FKW-freien Kühlschrank auf den Markt, weiterhin unter dem Markennamen Foron und jetzt als Firma Foron, in die ddk Scharfenstein von der Treuhandgesellschaft umbenannt worden war.
Das vom Dortmunder Hygieneinstitut unter Leitung von Harry Rosin entwickelte neue Kältemittel (Dortmunder Mischung aus vorwiegend Butan und Propan) war nicht patentiert worden. So konnten die westdeutschen Großhersteller nach einer gemeinsamen, aber nicht zutreffenden Diffamierung der Scharfensteiner (das Kältemittel sei feuergefährlich) danach das neue Kältemittel ohne Lizenzkosten in ihre Kühlschränke übernehmen. Die kleine Firma Foron war denen gegenüber nicht konkurrenzfähig, wurde 1996 insolvent und danach mehrmals verkauft. Der Marken- und Herstellername Foron endete mit der Insolvenz seines letzten Besitzers EFS Hausgeräte GmbH 2009 (Foron by Ardo).

## Geschichte

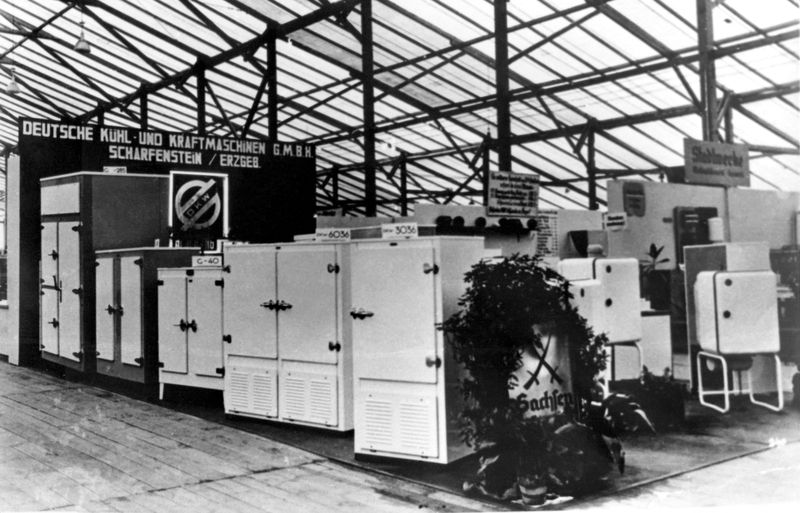
Deutsche Kühl- und Kraftmaschinen GmbH Scharfenstein 1937

Die Zschopauer Motorenwerke J. S. Rasmussen AG übernahmen 1926 das Werk Scharfenstein der insolventen Chemnitzer Moll-Werke AG. Zuerst wurden hier Stanz- und Ziehteile für den DKW Automobil- und Motorradbau hergestellt (z. B. Kühlermasken, Gabelscheiden, Gepäckträger etc.). Ab 1927/28 wurde zudem die Produktion von Kleinkühlgeräten aufgenommen – damals eine Marktlücke in Deutschland. Bereits 1929 wurde erstmals ein Haushalts- und Gewerbekühlschrank vorgestellt. Die Marke und der eingeführte Begriff der DKW Kühlung wurden dafür weiter genutzt, nachdem für diese Sparte 1931 das von der Auto Union AG unabhängige Unternehmen Deutsche Kühl- und Kraftmaschinen GmbH (DKK) gegründet wurde. 1933 entwickelte man den ersten Kühlschrank mit eingebautem Kältesatz (Kompressionskältemaschine).
Gegen Ende des Zweiten Weltkrieges beschäftigte die DKK Zwangsarbeiterinnen, die in den Flossenbürger KZ-Außenlagern Oederan und Wilischthal untergebracht waren.
Der Zweite Weltkrieg jedoch brachte den Erfolgstrend beider Unternehmen zunächst zum Erliegen, 1945 folgten die Enteignung der Werke und die Demontage zur Wiedergutmachung der Kriegsschäden.

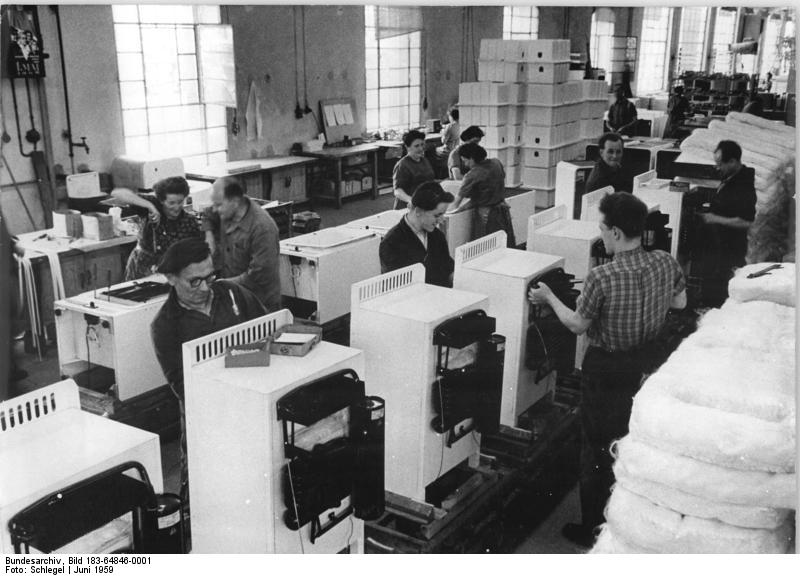
Kühlschrankproduktion in Scharfenstein 1959

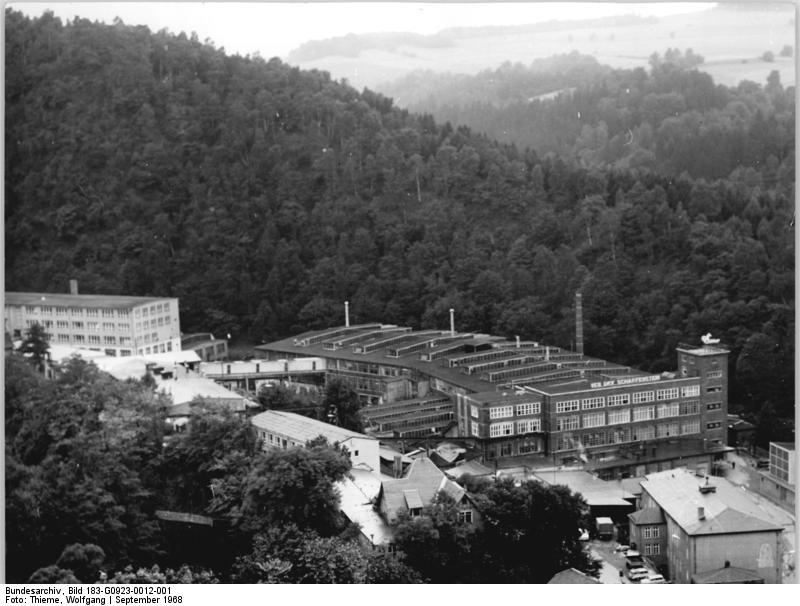
Werk des VEB DKK Scharfenstein 1968

Nach Ende des Zweiten Weltkriegs wurde am Standort der Kühlschrankhersteller VEB dkk Scharfenstein aufgebaut und stieg in die Serienproduktion von Haushaltskühlschränken ein. Aufgrund der steigenden Stückzahlen wurde 1955 ein weiteres Werk eingeweiht, zwei weitere Fabriken kamen 1983 und 1988 hinzu. DKK hatte Exportpartner in 30 Ländern und fertigte zuletzt über eine Million Kühl- und Gefrierschränke pro Jahr.
Ab 1970 gehörte DKK zum Kombinat Monsator mit Sitz in Schwarzenberg, dem Vorläufer des 1979 gegründeten Kombinats Haushaltgeräte Karl-Marx-Stadt, dem zu Spitzenzeiten 28 Werke zugeordnet waren. Es entstand Foron als Warenzeichen für die „Weiße-Ware-Erzeugnisse“.
Nach der deutschen Wiedervereinigung ging die Marke Foron und das VEB dkk Scharfenstein in den Besitz der Treuhandanstalt in Berlin über, die das Unternehmen in die Nachfolgefirma Foron überführte. Durch Zusammenarbeit mit Greenpeace und dem Dortmunder Hygieneinstitut unter Leitung von Harry Rosin gelang es dkk Scharfenstein 1992, den weltweit ersten FCKW- und FKW-freien Kühlschrank zu entwickeln und 1993 als Foron Unternehmensbeteiligungen GmbH, dann als Foron Haushaltsgeräte GmbH auf den Markt zu bringen. Als Kältemittel verwendete man die Dortmunder Mischung aus Gasen wie insbesondere Butan und Propan. Im Gegensatz zu FCKW sind diese nicht ozonschädlich. Weit weniger als die damals als Ersatz propagierten FKW tragen sie zur Klimaerwärmung bei. Anfangs wurde das Kühlverfahren von namhaften Konkurrenten als gefährlich und ineffizient dargestellt, um eigene Geräte mit dem stark klimaschädlichen Kältemittel R134a am Markt zu platzieren. Binnen vier Wochen gingen 65.000 Vorbestellungen für den „Greenfreeze“ ein. Die Treuhand, die bereits die Liquidation von dkk Scharfenstein geplant hatte, nahm nun davon Abstand. 540 Arbeitsplätze blieben so erhalten. In der Zwischenzeit wurde die neue Technologie von den meisten Herstellern übernommen und wurde zum Standard bei umweltfreundlichen Kühlgeräten. ddk Scharfenstein bzw. Foron profitierte dabei kaum von ihrer Erfindung, da sie auf eine Patentierung verzichtete. Dies entsprach der Absprache mit Greenpeace, denen es darauf ankam, die Technologie möglichst weit zu verbreiten.
Ab 1993 entwickelte sich die Foron Hausgeräte GmbH zum Vollsortimenter. Nach Insolvenz 1996 übernahm die holländische Unternehmensgruppe ATAG Foron. Im März 2000 kaufte die Erwin Bonn GmbH Duisburg (EBD) den Vertrieb und den Kundendienst. Dann ging Foron wie EBD und die im Dezember 2000 erworbene Marke Seppelfricke 2001 in der EFS Hausgeräte GmbH auf, eine Tochtergesellschaft der italienischen Antonio Merloni S.p.A., Fabriano, einem auch unter der Marke „ARDO“ tätigen Hausgerätehersteller.
Im Handel blieben die Marken eigenständig positioniert. 2006 präsentierte EFS die Produktlinienerweiterung Foron by Ardo mit hochwertigen Produkten im exklusiven, italienischen Design. Im Dezember 2009 meldete die EFS Hausgeräte GmbH Insolvenz an.

## Produkte
Foron-Produkte wurden in den Kategorien Waschen und Trocknen (Front- und Toplader, Ablufttrockner) sowie Kühlen und Gefrieren (Kühl- und Gefrierschränke, Kühl-Gefrierkombinationen, Gerätekombinationen) angeboten. Dabei standen ungewöhnliche Produktideen im Mittelpunkt: So brachte die Foron Unternehmensbeteiligungen GmbH, später Foron Haushaltsgeräte GmbH nicht nur den ersten FCKW-/FKW-freien Kühlschrank (unter ihrem Geschäftsführer Eberhard Günther) auf den Markt. 2006 wurde der HomePub, die erste Kühl-Gefrierkombination mit integrierter Bierzapfanlage auf den Markt gebracht, die mit dem Plus X Award in der Kategorie „Innovation“ ausgezeichnet wurde.

## Ausstellung
In einem Nebengebäude des ehemaligen VEB dkk Scharfenstein betreibt der Verein Historische Kleinkälte Scharfenstein e. V. seit 2007 ein Museum. Das Museum zeigt Erzeugnisse und Zeitdokumente aus über 80 Jahren Kleinkälteproduktion in Scharfenstein.